# Johann Jakob von Wylre
Johann Jakob von Wylre (getauft 2. Oktober 1707 in Aachen; † April 1793 ebenda) war Schöffe und Bürgermeister der Reichsstadt Aachen.

## Leben
Von Wylre wurde am 2. Oktober 1707 in Aachen auf den Namen Johann Jakob Joseph Michael getauft. Seine Eltern waren Hubert Friedrich Hyacinth von Wylre zu Hegum, ein Sohn des mehrmaligen Bürgermeisters Johann Bertram von Wylre (1623–1679), und dessen Frau Anna Katharina Dumont.
1730 ist Johann Jakob von Wylre das erste Mal urkundlich als Schöffe bezeugt. Im selben Jahr trat er der Sternzunft bei, der Standesvertretung der Aachener Schöffen. Nachdem 1768 wegen eines Streits zwischen dem Rat und den Schöffen kein Schöffenbürgermeister gewählt worden war, wurde von Wylre bei der mit achtmonatiger Verspätung nachgeholten Wahl im Januar 1769 in dieses Amt gewählt. Seine erste Amtszeit betrug daher nur vier Monate. Insgesamt war er zwischen 1769 und 1786 zehnmal Schöffenbürgermeister im zweijährigen Wechsel mit Joseph Xaver von Richterich. 
Während der Aachener Mäkelei stand von Wylre auf der Seite der Alten Partei. Nachdem der Bürgerbürgermeister (sic! = Bürgermeister der Zünfte) Stephan Dominicus Dauven 1786 durch die Neue Partei unter Martin de Lonneux zur Abdankung gezwungen wurde, hielt der Schöffenbürgermeister von Wylre unter Zwang eine Ratssitzung ab, in der ein neuer Bürgerbürgermeister gewählt wurde. Anschließend zog er sich zunächst nach Burtscheid und dann nach Kornelimünster zurück, widerrief alle seine unter Zwang geleisteten Amtshandlungen und erließ Gegenerlasse zu denen der neuen Stadtregierung. Nach der Vertreibung der Neuen Partei aus dem Rathaus wurde von Wylre 1787 wieder als Bürgermeister eingesetzt. 1788 wurde er ein weiteres Mal zum Schöffenbürgermeister gewählt, während Franz Carl Nellessen zum Bürgerbürgermeister gewählt wurde.
Johann Jakob von Wylre starb Anfang April 1793 im Wylre’schen Haus in der Jakobstraße in Aachen und wurde von dort aus am 10. April beigesetzt.